# Ricinoléine
La ricinoléine est le triglycéride de l'acide ricinoléique et le constituant majeur de l'huile de ricin (Ricinus communis).
Elle a des propriétés purgatives